# Igreja do Aquiropeto
A Igreja do Aquiropeto (em grego: [Παναγία] Ἀχειροποίητος; romaniz.: [Panagía] Acheiropoíetos) é uma igreja bizantina do século V situada em Salonica, na Grécia. Localiza-se no centro da cidade, na sua rua Santa Sofia em oposição a Praça Macedonômaco. É integrante dos Monumentos Paleocristãos e Bizantinos de Salonica da lista de Patrimônio Mundial da Unesco desde 1988.

## História e descrição
A Aquiropeto foi datada através de seus tijolos e mosaicos ca. 450-470, o que fez-a talvez a mais antiga das igrejas sobreviventes da cidade. Foi modificada no século VII novamente nos séculos XIV-XV. Conhecida como a Panágia Teótoco dos tempos bizantinos, é dedicada a Maria. Seu nome atual é atestado pela primeira vez em 1320, presumivelmente em honra a um ícone Aquiropeto ("não feito por mãos [humanas]") da Panágia Hodegétria abrigado ali. Fontes bizantinas indicam que o culto do santo patrono da cidade, São Demétrio, também foi praticado ali.
O edifício é uma basílica de três naves, cerca de 28 m de largura e 36,5 m de comprimento, com um telhado de madeira. Sua extremidade oriental é uma abóbada semicircular, enquanto a extremidade ocidental é um nártex, flanqueado por torres, e traços de um exonártex sobrevivem. As três naves são separadas por colunas, enquanto as duas naves laterais tem galerias sobre elas. Na extremidade oriental da nave lateral norte, um capela bizantina média dedicada a Santa Irene está anexa. No canto noroeste da basílica, a escadaria levando para as galerias sobrevive.
A entrada atual está numa abertura com três arcos (tríbelo) que conectam o nártex com a nave principal, enquanto no lado sul há um entrada monumental, que provavelmente conectou a igreja com a via pública do período bizantino. Outro pequeno edifício adjacente no lado sul foi identificado como o batistério da igreja. O telhado moderno é mais baixo que o original, onde a seção acima da nave central foi elevada para permitir que luz entre.

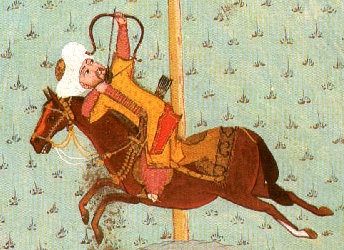
Sultão r.

As porções sobreviventes da rica decoração interior original da igreja incluem particularmente finos capiteis jônios do século V duma oficina constantinopolitana, colunas de mármore tessálio verde do tríbelo, e original pavimento de mármore preconésio da nave central, e fragmentos dos mosaicos decorativos do século V. Ricos, mas danificados, afrescos do começo do século XIII descrevendo os Quarenta Mártires de Sebaste adornam a lateral sul. Abaixo do atual pavimento da nave norte, três camadas de mosaicos de chão de termas romanas anteriores foram descobertos.
Após a conquista otomana da cidade em 1430, o Aquiropeto foi a primeira igreja a ser convertida em uma mesquita, pelo próprio sultão Murade II (r. 1421–1451). Ao longo do período otomano, permaneceu a principal mesquita da cidade sob o nome de Mesquita Velha (em turco: Eski Camii). Uma inscrição de Murade sobrevive na colunada norte, sobre a 18ª coluna do leste.

## Galeria

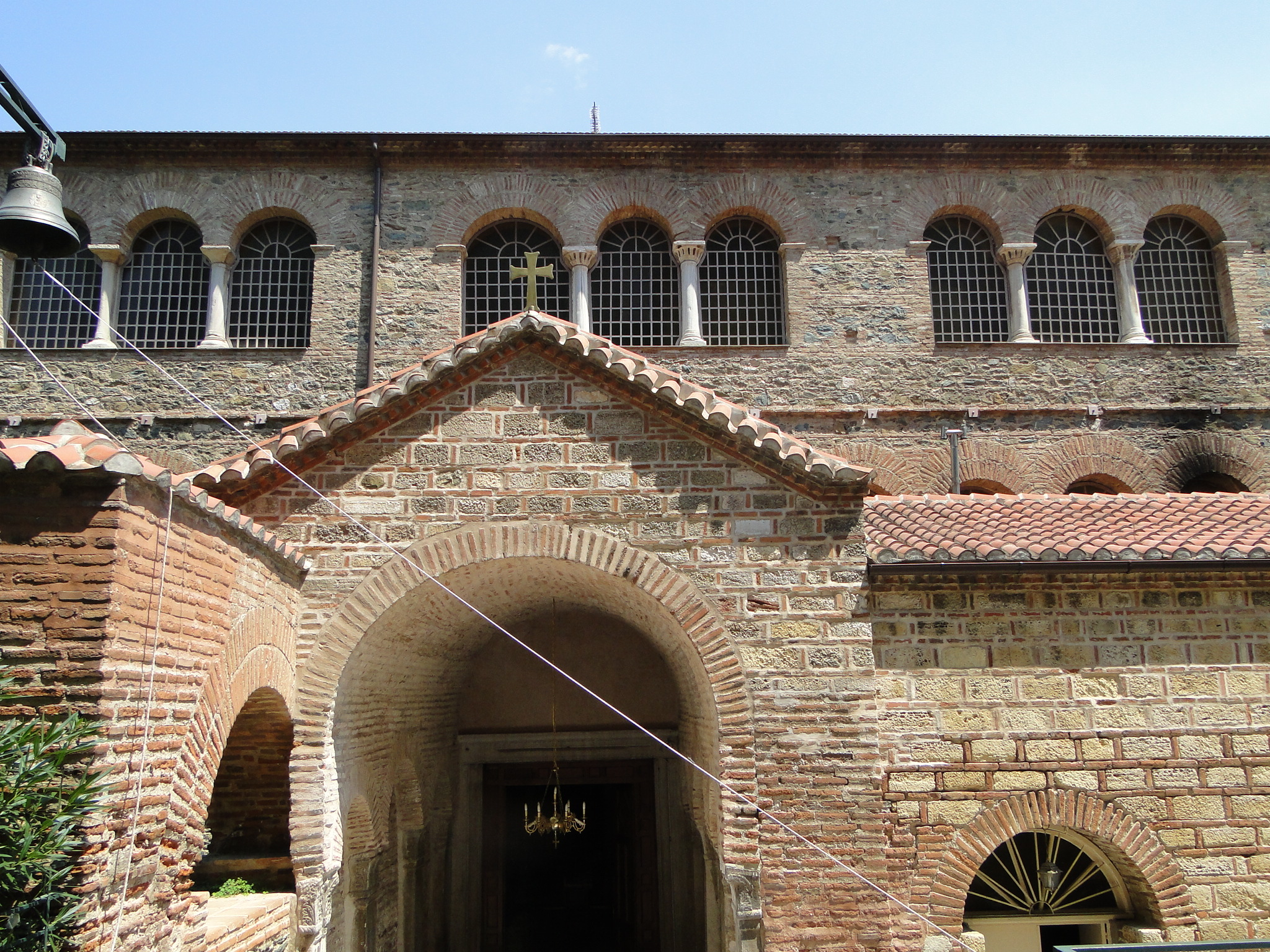
Entrada
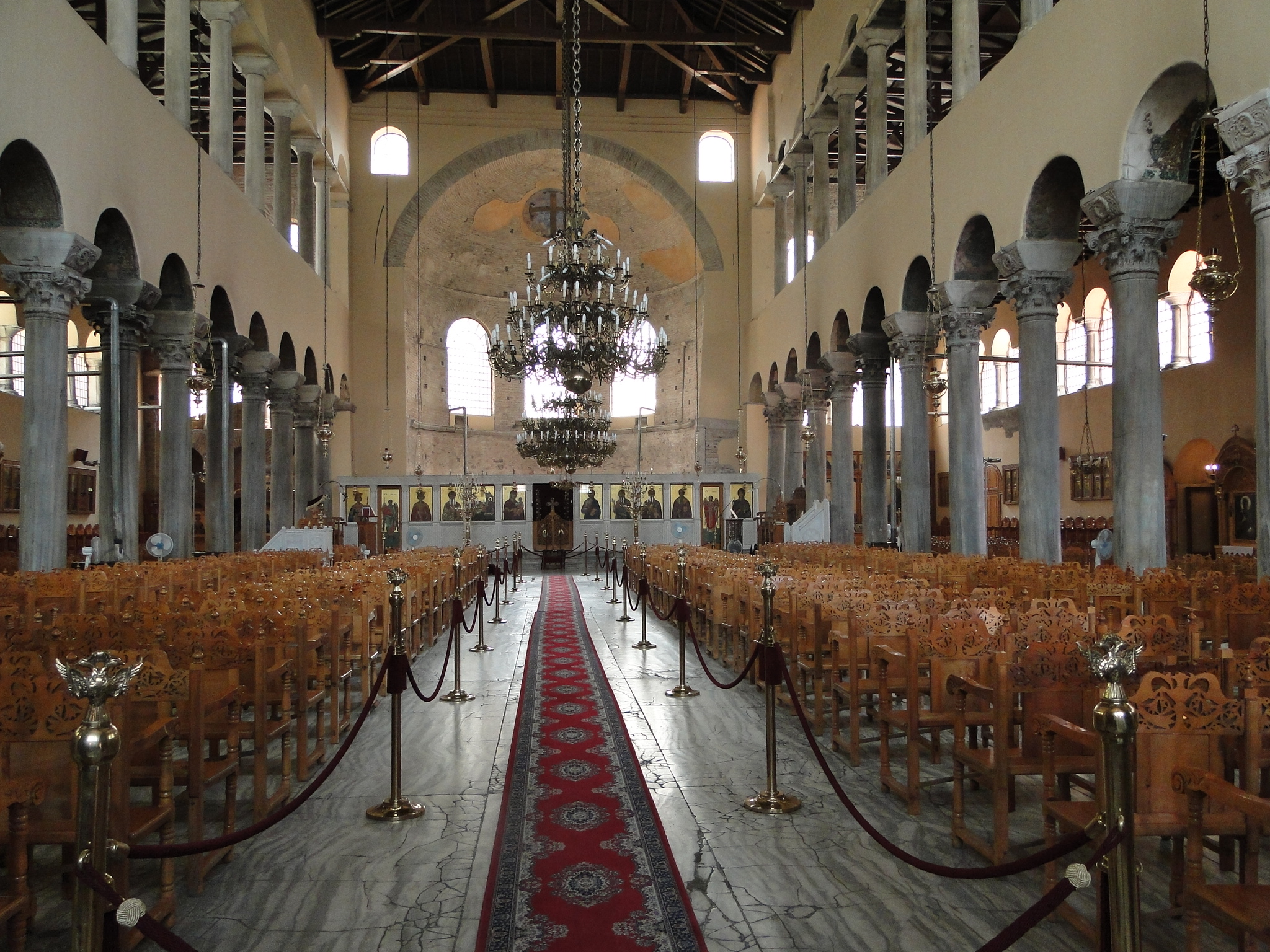
Interior